# Nemophas ramosi
Nemophas ramosi là một loài bọ cánh cứng trong họ Cerambycidae.